# Tornado Cars
Tornado Cars Ltd – brytyjska firma produkująca samochody w latach 1958–1964.

## Historia
Firma została założona przez Billa Woodhouse'a i Tony'ego Bullena. Pierwszym modelem Tornado był Typhoon, przy czym był to zasadniczo stary Ford 10 przekształcony w samochód sportowy. Samochód został zaprezentowany w Croxley Green w sierpniu 1958 roku. Produkcja odbywała się w Rickmansworth. Model Typhoon sprzedał się w 300 egzemplarzach i w 1960 roku firma powiększyła asortyment. Rozpoczęto produkcję modeli Thunderbolt i Tempest. W tym samym roku Tornado wygrało organizowany przez 750 Motor Club wyścig Six Hour Handicap Relay Race na torze Silverstone. W latach 1960–1961 napędzane silnikami Chevrolet samochody Tornado uczestniczyły w nieoficjalnych wyścigach Formuły 1 w Australii i Nowej Zelandii. W grudniu 1961 roku firma wprowadziła czteromiejscowy sportowy model Talisman GT. W 1963 roku po raz drugi za sprawą modelu Talisman marka wygrała Six Hour Handicap Relay Race. W 1963 roku firmę kupił kierowca wyścigowy John Bekaert. W tym okresie wprowadzono nowy model, Tornado Fiat 600D GT, który w ograniczonym zakresie był produkowany wraz z modelem Talisman. Produkcja samochodów zakończyła się pod koniec 1964 roku. Nowy właściciel Tornado, Bert Wood, planował przenieść siedzibę firmy do Devon bądź Szkocji i wznowić produkcję, jednak bezskutecznie.